# John W. Campbell
John Wood Campbell jr. (Newark (New Jersey), 8 juni 1910 – Mountainside (New Jersey), 11 juli 1971) was de meest invloedrijke redacteur in de geschiedenis van de sciencefiction. 
Vanaf 1938 tot zijn dood leidde hij het sf-tijdschrift Astounding Science Fiction, hernoemd naar Analog Science Fiction in 1960. Hij ontdekte niet alleen nieuwe schrijvers, maar voorzag hen ook vaak met ideeën voor verhalen. Hij publiceerde de eerste verhalen van Robert A. Heinlein, A.E. van Vogt, L. Sprague de Camp en vele anderen en ondersteunde Isaac Asimov sterk. Hij was ook redacteur van het fantasytijdschrift Unknown (later Unknown Worlds) van 1939 tot 1943.
Campbell schreef ook zelf sf. In het begin van de jaren dertig van de twintigste eeuw betrof dat voornamelijk space opera-romans. Later schreef hij wat meer genuanceerde verhalen, zoals Twilight en Forgetfulness onder het pseudoniem "Don A. Stuart" (naar de naam van zijn toenmalige vrouw, Dona Stuart). Zijn bekendste korte verhaal is Who Goes There? over een groep Antarcticaonderzoekers die een buitenaards ruimtevoertuig ontdekken. Dit verhaal werd verfilmd als The Thing From Another World (1951), als The Thing in 1982 en als The Thing in 2011. In 1949 liet hij de invloedrijke roman The Incredible Planet het licht zien.
De John W. Campbell Memorial Award for Best Science Fiction Novel en de John W. Campbell Award for Best New Writer werden ingesteld om hem te eren.